# Меридиан (автодорога)
«Меридиа́н» — планируемая частная автомобильная дорога по территории России, которая должна соединить Китай и Европу. 
Она позволит значительно сократить время доставки грузов между данными частями света. Новый сухопутный путь перераспределит на себя часть нагрузки, которая сегодня доставляется из Азии в Европу по Суэцкому каналу и Северному морскому пути, а также авиацией и по Транссибирской железнодорожной магистрали. Включена в государственный комплексный план модернизации и расширения магистральной инфраструктуры в России до 2024 года. Проектирование автомагистрали проводится с учётом проезда составных автопоездов длиной до 50 метров, в том числе беспилотных.
В России трасса должна пройти через Оренбургскую, Саратовскую, Тамбовскую, Липецкую, Брянскую, Орловскую и Смоленскую области. Общая протяженность трассы Шанхай — Гамбург составит почти 8,5 тыс. км, длина российского отрезка — около 1982 км.

## История реализации
Идея проекта принадлежит Роману Нестеренко, предложившего реализовать проект бывшему зампреду Правления «Газпрома» Александру Рязанову в 2013 году и на паритетной основе учредившими в том же году общую компанию ООО «Меридиан» для покупки земельного коридора и общей реализации проекта.
Начало строительства автодороги возможно с участка длиной 430 км в Оренбургской области от пограничного пункта «Сагарчин» на границе с Казахстаном. Строительство трассы предполагает возведение моста через Волгу в Саратовской области. По оценкам Александра Рязанова, общий размер затрат на проект составляет порядка 600 млрд рублей. Эти средства предполагается инвестировать со стороны, включая зарубежные лица. По официальным данным, под «Меридиан» выкуплено уже более 80 % необходимого объема земель на территории РФ.
Рассматривается поэтапная реализация проекта, в частности отрезка от границы с Казахстаном до трассы М4, а в последующем строительство отрезка от М4 до границы с Белоруссией.
По Брянской области дорога пройдёт параллельно федеральной трассе Р120, повторяя все её изгибы.
В декабре 2021 года на форуме ЕАБР был подписан меморандум об организации финансирования проекта.
В 2022 году планируется перетрассировка дороги с возможной переориентацией с Европы на Иран.